# هيونداي كوبيه
هيونداي كوبيه هي سيارة رياضية من الحجم الصغير التي تنتجها هيونداي. يختلف اسم السيارة من سوق لآخر ففي أمريكا الشمالية يطلق عليها هيونداي تيبورن بينما في كوريا الجنوبية تسمى هيونداي توسكاني وفي مصر تسمي كوبيه.
تم إنتاج جيلين فقط من هذه السيارة، الجيل الأول والذي رمزه RC والذي استمر من 1996 إلى 2000 والجيل الثاني الذي يرمز إليه بـGK والذي تم بيعه في الفترة من 2001 إلى 2009.

## الجيل الأول (1996-2000)
توفر الجيل الأول من هيونداي كوبيه بمحركين الأول من 4 اسطوانات بسعة 1.6 لتر وبقوة 130 حصان والثاني بسعة 1.8 لتر وبقوة 140 حصان، جميع السيارات تتوفر اما بناقل حركة يدوي بـ5 سرعات أو أوتوماتيكي من 4 سرعات.

## الجيل الثاني (2001-2009)
تم تحديث هيونداي كوبيه في العام 2001 بتصميم جديد أكبر بقليل من الجيل السابق وتمت إضافة محرك جديد من 6 اسطوانات بسعة 2.7 لتر ويولد قوة 170 حصانا عند 6000 د/د.